# فرقة بانزر ميونيخ

فرقة بانزر ميونيخ فرقة بانزر ألمانية خدمت على الجبهة الشرقية حول برلين خلال الحرب العالمية الثانية.

## التاريخ

### انعقاد
بدأت فرقة بانزر ميونيخ في 8 مارس 1945 في مونشبرغ في ألمانيا. تم اختيار غالبية أفراد الفرقة وقوات بانزر من لواء بانزر 103،  الذي تم حله قبل ثلاثة أيام؛ تم تعيين اللواء فيرنر موميرت لقيادة الفرقة.
تسلمت فرقة بانزر ميونيخ دبابات بانثر (تايب جي) المزودة بأنظمة Sperber الأشعة تحت الحمراء (IR) ، بالإضافة إلى بانزرجرينادير المجهزة بأنظمة Sperber IR. استقبلت الفرقة العديد من ياجتايجر، بالإضافة إلى العديد من دبابة النمر 2، وأخر خمسة دبابة النمر 1 ليتم إرسالها إلى الجبة. بحلول 12 مارس، كانت قوة الفرقة 6836 رجلاً. في 18 مارس، تم استخدام رجال من كتيبة مشاة من فرقة لايبشتاندارته أدولف هتلر لتعزيز قوة الفرقة.
عندما اقتربت القوات السوفيتية المتقدمة من مونشبرغ، تم إصدار أمر لفرقة مونشبرغ المشكلة جزئيًا بالانتقال شرقًا كاحتياطي متنقل للجيش التاسع، الذي كان جزءًا من مجموعة جيش فيستولا .

## القادة
- جنيرال دير دير ريزيرن فيرنر موميرت (9 مارس 1945 - 25 أبريل 1945)
- أوبرست هانز أوسكار فولرمان (25 أبريل 1945 - 26 أبريل 1945)
- جنيرال دير دير ريزيرف ويرنر موميرت (26 أبريل 1945 - 4 مايو 1945)

## الحواشي
1. ↑  Nafziger، George. "Organizational History of the German Armored Formations 1939-1945" (PDF). Combined Arms Research Library Digital Library. مؤرشف من الأصل (PDF) في 2011-12-08. اطلع عليه بتاريخ 2016-07-09.

كتب